# 華鋭風電
華鋭風電科技集団(中国語: 华锐风电)は中華人民共和国で最大の風力発電機製造企業。シノベルとしても知られている。2011年の市場でのシェアでは世界第2位であった。2015年までに、海外市場のシェアの半分を取って、風力発電市場で最大の企業になることを目指している。
2010年7月に東海大橋ウインドファームでシノベル製3MW風力発電機34基が導入されて、運用が開始された。2010年12月、マサチューセッツ水資源局はボストンの排水ポンプ場の電源に1.5MWの風力発電機を注文した。
会社はAMSCからソフトウェアを盗んだと告発され、現在訴訟に巻き込まれている。2013年6月27日、米司法省はシノベルと3人の個人が企業秘密の盗難で起訴されたと発表した。

## 註
1. ↑  BTM Consult
2. 1 2  https://www.nytimes.com/2010/12/16/business/energy-environment/16windside.html?_r=1&ref=china
3. ↑  http://www.bloomberg.com/news/2012-04-09/amsc-taking-sinovel-infringement-suit-to-china-s-supreme-court.html.
4. ↑  http://investigations.nbcnews.com/_news/2013/08/06/19566531-chinese-firm-paid-insider-to-kill-my-company-american-ceo-says
5. ↑  http://www.justice.gov/opa/pr/2013/June/13-crm-730.html